# Angelo Zanelli
Angelo Zanelli (17 mars 1879, San Felice del Benaco - 9 décembre 1942, Rome) est un sculpteur italien actif dans la première moitié du XXe siècle. Il est principalement connu pour son travail sur l'autel de la Patrie, au sein du monument à Victor-Emmanuel II à Rome.

## Biographie
Né dans la province de Brescia, Zanelli commence à travailler alors qu'il est enfant en tant qu'ouvrier. Issu d'une famille pauvre, il déménage dans son enfance entre sa ville natale, Soprazzocco, Gavardo et enfin Salò. En 1890, alors âgé de 11 ans, il intègre dans cette dernière ville l'école d'art Turrini. Il se rend par la suite à Brescia où il est l'élève du sculpteur Pietro Faitini.
En 1898, il obtient une bourse pour étudier à l'académie des beaux-arts de Florence pendant trois ans. Il gagne son premier concours d'importance nationale en 1904, le pensionato artistico nazionale, ce qui lui permet d'étudier à l'académie des Beaux Arts de Rome mais aussi de travailler avec plus de moyens pour les années 1904-1908 où il exécute des monuments dédiés entre autres à Giuseppe Zanardelli et Gasparo da Salò tous deux dans la ville de Salò,.
À la fin de sa résidence, Zanelli remporte le concours pour l'autel de la patrie (en italien: Altare della Patria),. Lors de l'inauguration du monument, en juin 1911, c'est encore une statue en argile qui est présente alors que la commission chargée de la construction valide le projet du sculpteur de Brescia en novembre de la même année. La création des fresques et de la statue de la Dea Roma lui prennent plusieurs années puisque cette dernière ne sera inaugurée qu'en 1925.
Son travail est reconnu à l'étranger où il reçoit des prix comme à Bruxelles en 1910 ou à Paris en 1925. Il participe à de nombreux projets en Amérique latine où il livre une statue du héros national uruguayen Artigas à Montevideo, des statues pour le capitole (El Capitolio) de La Havane — dont une de 15 mètres se situant à l'intérieur du bâtiment.
Zanelli est par la suite professeur au sein de l'académie royale de Rome et intègre la prestigieuse Accademia di San Luca. Il participe aux  XIVe, XVIe et XIXe éditions de la Biennale de Venise. En 1938, il reçoit le prix Mussolini puis intègre l'Académie d'Italie l'année suivante.

## Galerie

### Travail de jeunesse
| - Statue de Giuseppe Zanardelli à Salò. - Buste en marbre de Gasparo da Salò. |

### Monuments aux morts
| - Salò - Imola |

### Autel de la patrie
| - Détails de la fresque gauche. - Statue de la Dea Roma. - Détails de la fresque droite |

### Amérique latine
| - Statue équestre de José Gervasio Artigas à Montevideo. - La República dans le Capitole de La Havane. - Une des deux statues de Zanelli à l'entrée du capitole cubain. - Monument à Christophe Colomb, République dominicaine. |